# Tame (dopływ Trent)
Tame (ang. River Tame) – rzeka w środkowej Anglii, w hrabstwach West Midlands, Warwickshire i Staffordshire, dopływ Trent. Długość rzeki wynosi 95 km, a powierzchnia dorzecza – około 1500 km².
Rzeka ma dwa źródła – w Oldbury i Willenhall, oba w zachodniej części aglomeracji miasta Birmingham. Ramiona źródłowe zbiegają się w Walsall, skąd rzeka płynie w kierunku południowo-wschodnim, a następnie wschodnim, przez północne Birmingham, po opuszczeniu którego skręca na północ. W dalszym biegu rzeka przepływa przez Kingsbury i Tamworth. Na wschód od Alrewas uchodzi do rzeki Trent.
Rzeka nie jest żeglowna, a w górnym biegu, gdzie płynie przez tereny silnie zurbanizowane, na znacznej długości jest skanalizowana.